# Cable Liner Shuttle

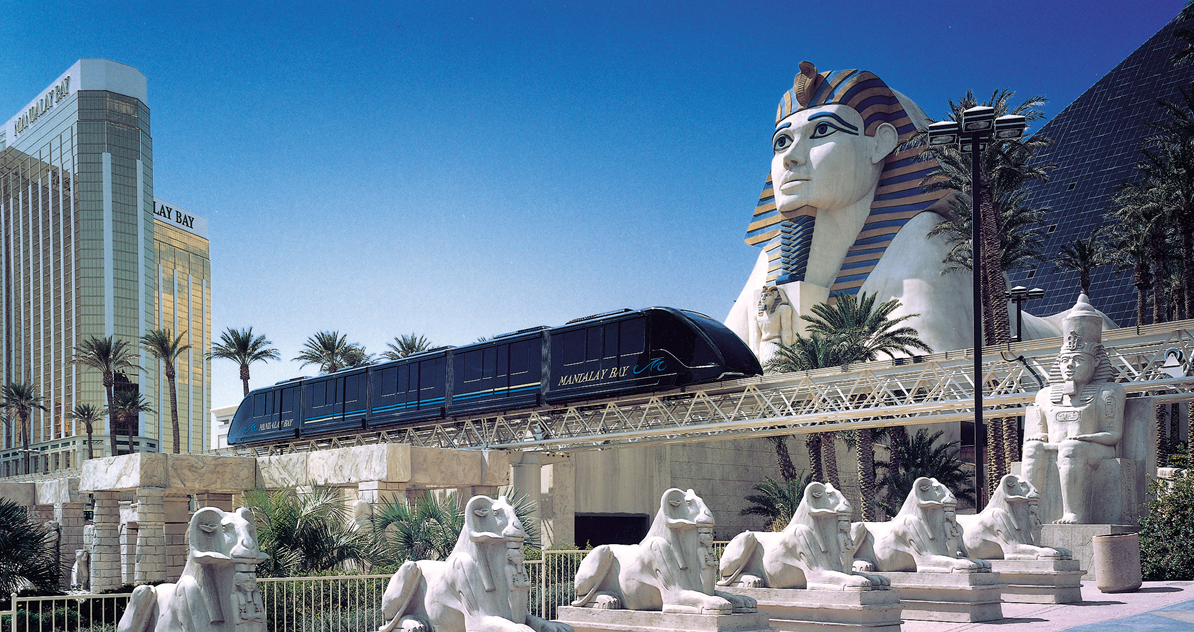
Cable Liner in Las Vegas

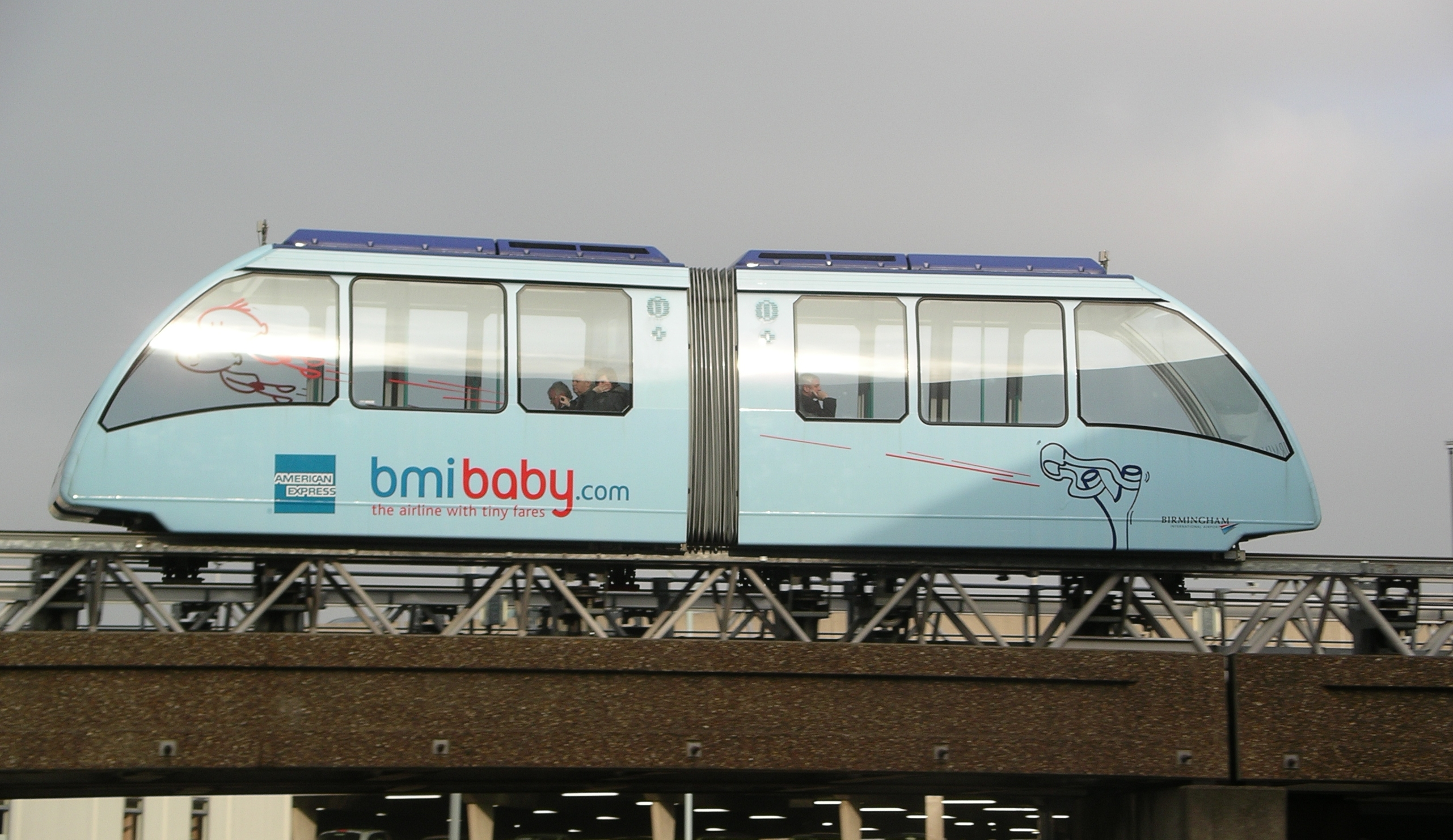
Cable Liner am Flughafen Birmingham

Cable Liner Shuttle von Doppelmayr bezeichnet eine schienengebundene seilgezogene Anlage zur Personenbeförderung mit fix geklemmten Fahrzeugen. Die Anlage funktioniert ähnlich einer Pendel- oder Standseilbahn, d. h. die beiden Fahrzeuge pendeln entgegengesetzt zwischen den beiden Endstationen hin und zurück. Der Cable Liner Shuttle ist im Gegensatz zu einer Standseilbahn für den Betrieb auf einer ebenen und relativ kurzen Strecke konzipiert. Die überwiegende Verwendung der bis 2014 realisierten Anlagen bezog sich auf die Verbindung von zwei Terminals größerer Flughäfen.
Das Konzept einer solchen Anlage beruht auf einer hohen Personenförderleistung auf kurzen Strecken und in geräumigen Fahrzeugen. Auch Haltestellen während der Strecke sind möglich, allerdings müssen sie so angeordnet sein, dass beide Fahrzeuge gleichzeitig an einer Haltestelle stehen bleiben können.
Das System in Las Vegas besteht jedoch aus zwei voneinander unabhängigen Systemen: eine Strecke verbindet das Mandalay Bay-Hotel und Excalibur Hotel direkt, die andere besitzt noch zwei Zwischenhaltestellen. Da auf jedem System nur ein Zug eingesetzt wird, können die Haltestellen an der Strecke beliebig platziert werden.
Nicht zu verwechseln ist der Cable Liner Shuttle mit dem von Leitner erhältlichen MiniMetro. Dieses System verwendet kuppelbare Fahrzeuge, die während der Fahrt bei beliebig angeordneten Haltestellen vom sich ständig in Bewegung befindlichen Umlaufseil ausgekuppelt und zum Fahrgastwechsel angehalten werden können. Der ursprüngliche Cable Liner, von dem eine Versuchsstrecke auf dem Werksgelände in Wolfurt existierte, war allerdings auch nach diesem System konstruiert. Es wurde aber bisher keine kommerzielle Anlage gebaut. Neuerdings plant der Hersteller aber wieder kuppelbare Versionen anzubieten, um Länge und Kapazität der Bahnen zu erhöhen.

## Anlagen in Betrieb

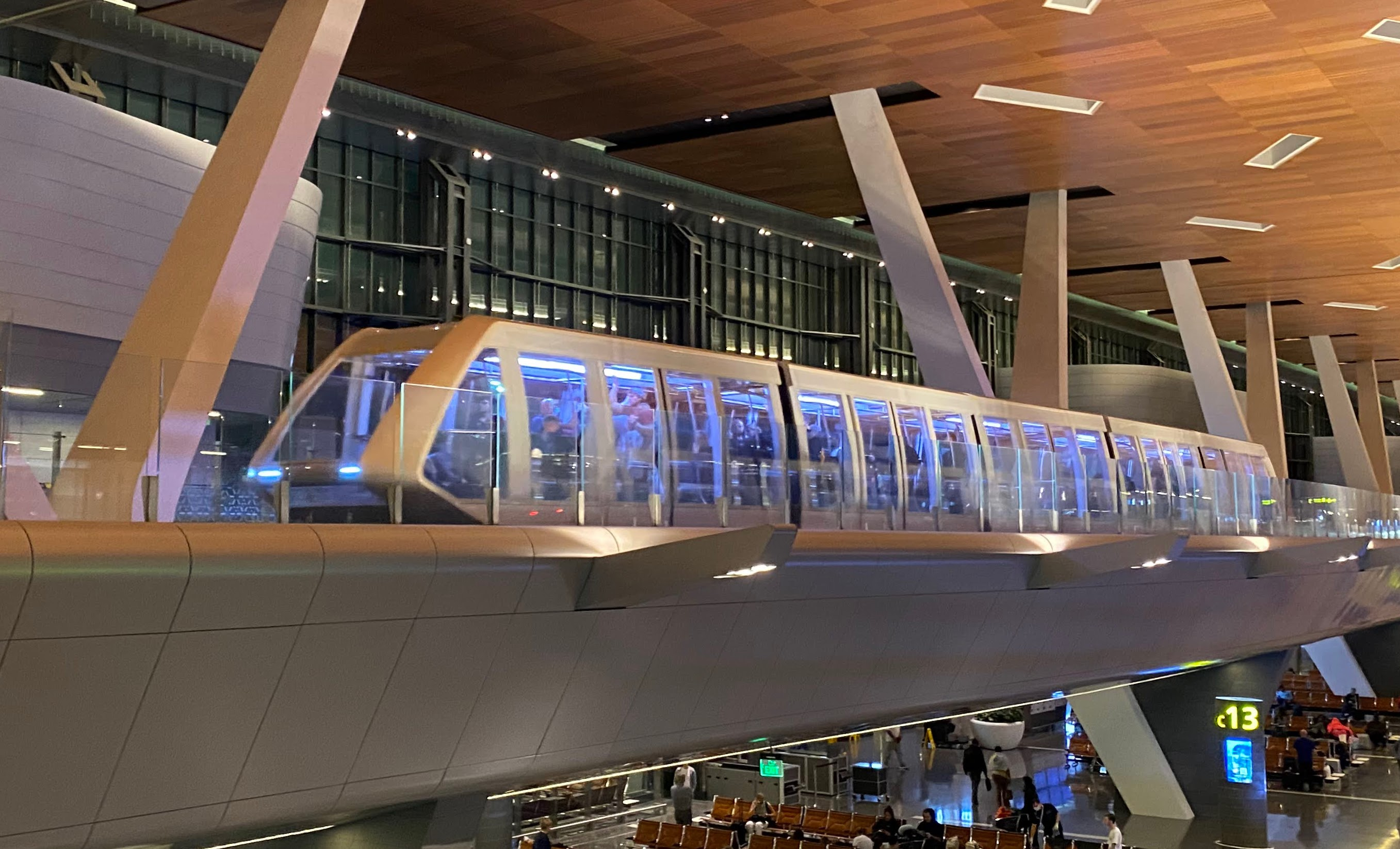
Hamad International Airport Shuttle

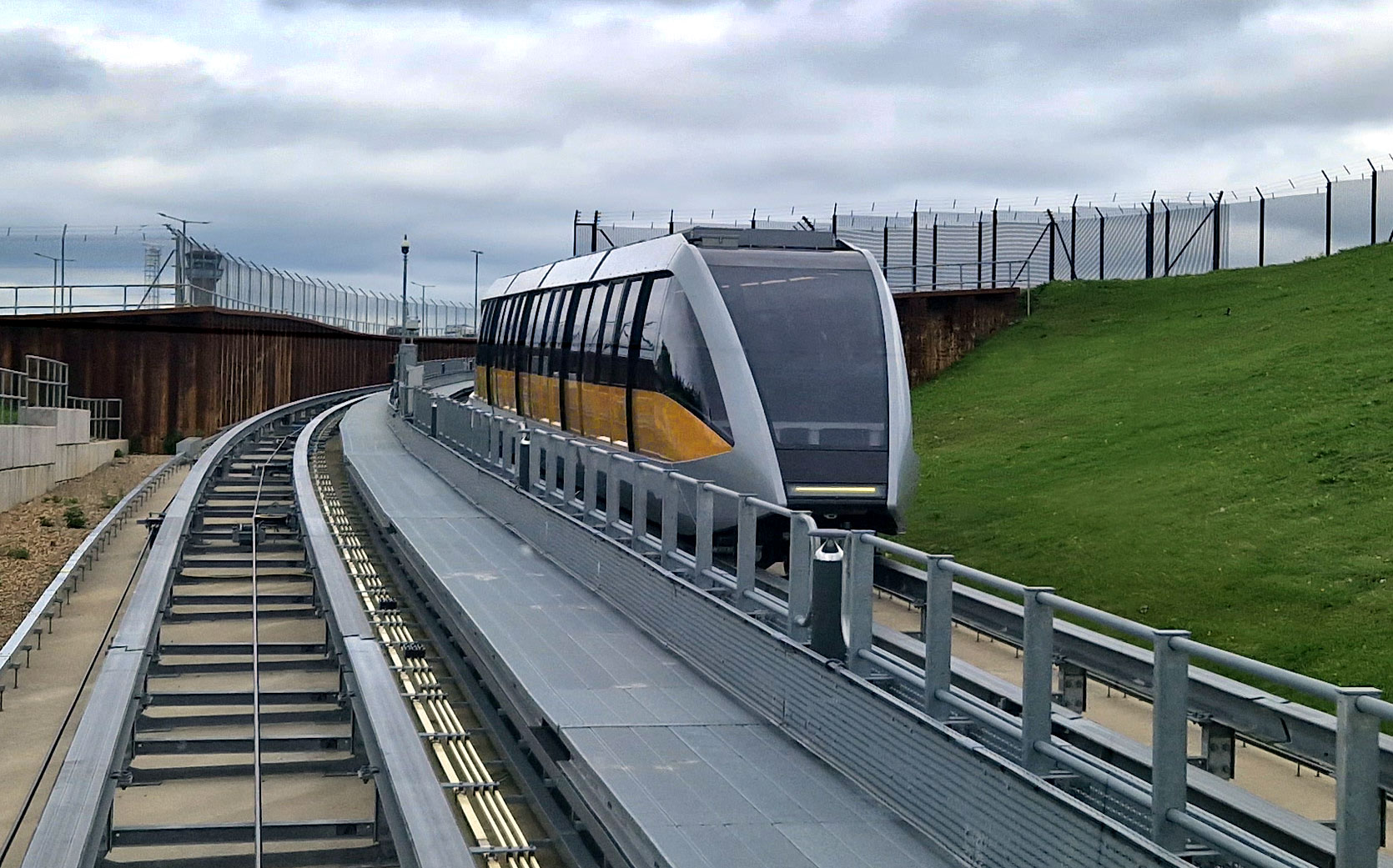
Luton DART

In Betrieb sind als innerstädtische Verbindung:
- Mirage-Treasure Island Tram in Las Vegas
- Mandalay Bay Tram in Las Vegas
- Aria Express am MGM Resorts International in Las Vegas
- People Mover in Venedig
- der erste Abschnitt des Cabletrén Bolivariano in Caracas

Als Shuttle an Flughäfen:
- Air-Rail Link am Flughafen Birmingham
- Terminal Link am Toronto Pearson International Airport
- Aerotrén am Flughafen Mexiko-Stadt
- Oakland Airport Connector des Bay Area Rapid Transit
- Hamad International Airport
- Luton DART am London Luton Airport